# Rémy di Grégorio
Rémy di Grégorio (Marsella, 31 de juliol de 1985) és un ciclista francès, professional des del 2005. Actualment corre a l'equip Delko-Marseille Provence-KTM.
Bon escalador, el 2007 guanyà la classificació de la muntanya del Critèrium del Dauphiné Libéré i el 2008 passà en primera posició pel cim del Tourmalet en la 10a etapa del Tour de França.
El 2011 fitxà per l'Astana Qazaqstan Team i aconseguí el que fins ara és la seva victòria més important una etapa de la París-Niça.
El 2012 es veié implicat en un cas de dopatge, pel qual fou detingut el 10 de juliol, durant el dia de descans del Tour de França, a l'hotel de l'equip Cofidis, a Bourg-en-Bresse. L'equip el va suspendre de forma provisional i seria expulsat si es confirmessin els fets, segons va confirmar l'equip. El 12 de juliol es comunicà que la fiscalia de Marsella l'acusava de possessió d'una substància prohibida sense justificant mèdic, tot i que el ciclista es defensà dient que mai s'havia dopat. Amb tot, nou mesos desoré fou absolt pel Tribunal d'apel·lació d'Aix, ja que l'anàlisi de les substàncies trobades determinaren que eren vitamines.
El 2014 tornà al camp professional en fitxar pel Delko-Marseille Provence-KTM, equip en què va militar fins que al 2018, quan després de donar positiu per EPO en un control antidopatge, fou expulsat de l'equip.

## Palmarès
- 2003
  -  Campió de França de contrarellotge júnior
  - Vencedor d'una etapa de la Volta a la Baixa Saxònia júnior
- 2006
  - Vencedor d'una etapa del Tour de l'Avenir
- 2007
  - Vencedor de la classificació de la muntanya del Critèrium del Dauphiné Libéré
- 2011
  - Vencedor d'una etapa de la París-Niça
- 2012
  - Vencedor d'una etapa de la Volta a Astúries
- 2013
  - 1r a la Volta a Bulgària i vencedor d'una etapa
- 2014
  - 1r al Tour de Taiwan
- 2018
  - Vencedor d'una etapa al Tour La Provence

### Resultats al Tour de França
- 2007. Abandona (4a etapa)
- 2008. 59è de la classificació general
- 2010. 78è de la classificació general
- 2011. 39è de la classificació general
- 2012. No surt (10a etapa)

### Resultats a la Volta a Espanya
- 2008. 80è de la classificació general
- 2009. 51è de la classificació general
- 2010. 21è de la classificació general